# أكزز
أكسس (باليابانية:  株式会社 アクセス) هي شركة يابانية محدودة تأسست في عام 1979 وأعيد إطلاقها عام 1986.